# L'Atlantic
Le cinéma L'Atlantic est une salle de cinéma d'art et d'essai gérée et exploitée par l'association du même nom et appartenant à la commune de La Turballe, dans le département français de la Loire-Atlantique.

## Présentation
Le bâtiment paroissial  Notre-Dame-des-Flots du quartier de Trescalan, proche de l'église Notre-Dame-de-la-Nativité et du presbytère, est une ancienne salle de spectacle désaffectée. Jusqu'à la deuxième moitié du XXe siècle, elle accueille des spectacles produits par les prêtres de Trescalan, retraçant des passages de la Bible, comme le Fils prodigue. Les scènes jouées par des acteurs bénévoles les samedis et dimanches attirent des spectateurs venant de la paroisse mais également des villages voisins de La Madeleine ou de Saillé.
En 1986, la municipalité de La Turballe demande à M. et Mme David, exploitants d'une salle de cinéma au Croisic, d'ouvrir sur la commune une salle de cinéma pour la saison estivale. L'ancien théâtre est ainsi mis à leur disposition après une remise aux normes. Dès la première saison, le public est au rendez-vous.
En 1995, M. et Mme David manifestent leur souhait de prendre leur retraite. Une cinquantaine de Turballais, encouragés par la municipalité et en particulier par Corinne Bériot, adjointe au maire chargée des affaires culturelles, se mobilisent alors pour sauvegarder la salle et maintenir cet espace de culture en créant une association. L'assemblée générale constitutive se tient le 10 janvier 1997, le conseil d'administration est élu, les statuts sont approuvés et le premier bureau est élu le 20 janvier, sous la présidence de Bernard Guyot.
Durant l'été 1997, des bénévoles sont sollicités pour la première fois afin d'aider M. David à tenir la caisse et vendre les confiseries. La mairie rachète les murs en 1998 et doit réaliser d'importants travaux de réfection. Le samedi 19 février 2000 à 11 heures, la première pierre du cinéma Atlantic est posée. Elle est taillée par Michel Josso est reste visible au-dessus de la porte du garage. L'inauguration a lieu le 2 septembre 2000.

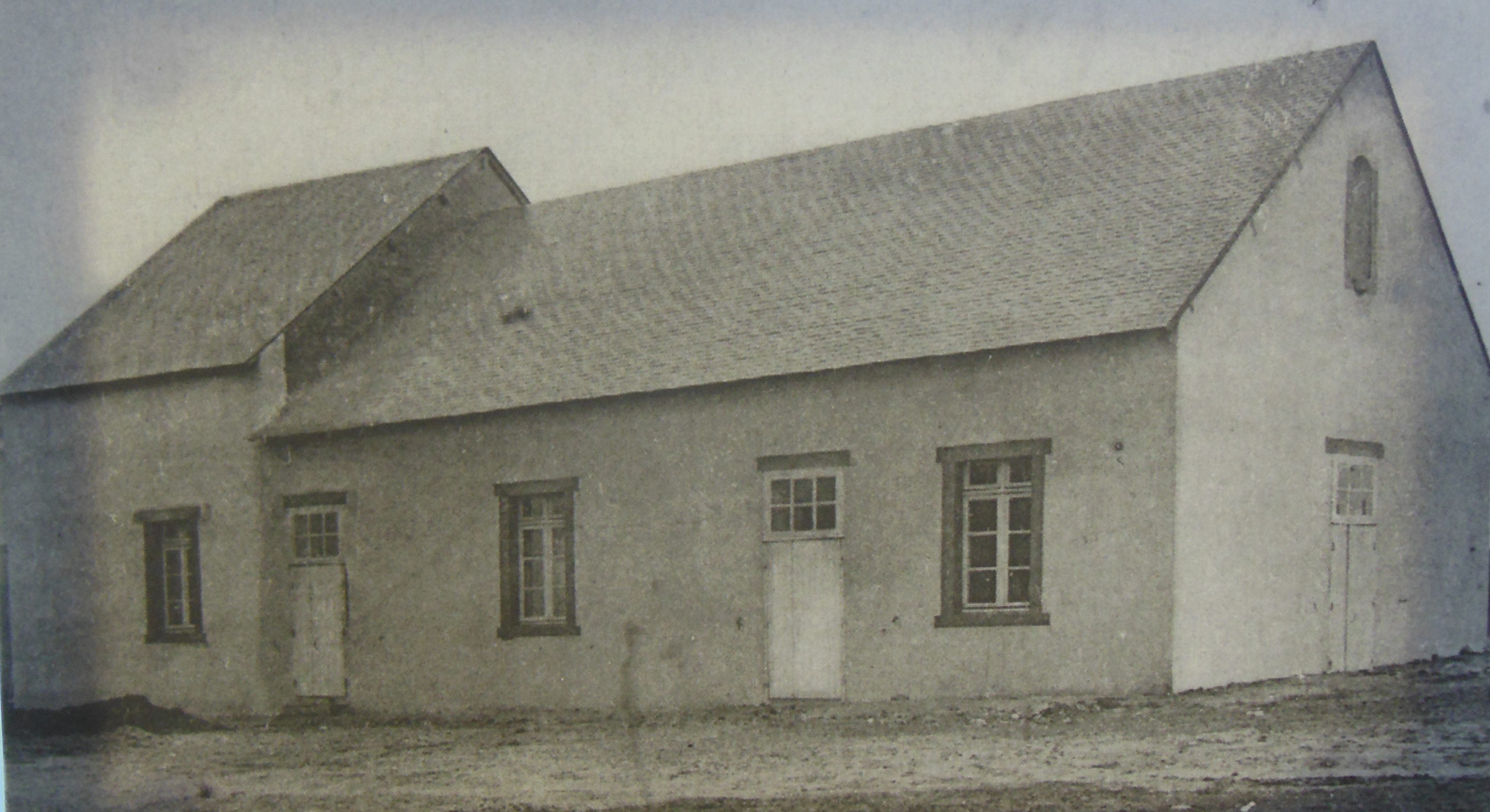
L'ancienne salle Notre-Dame-des-Flots (1927).
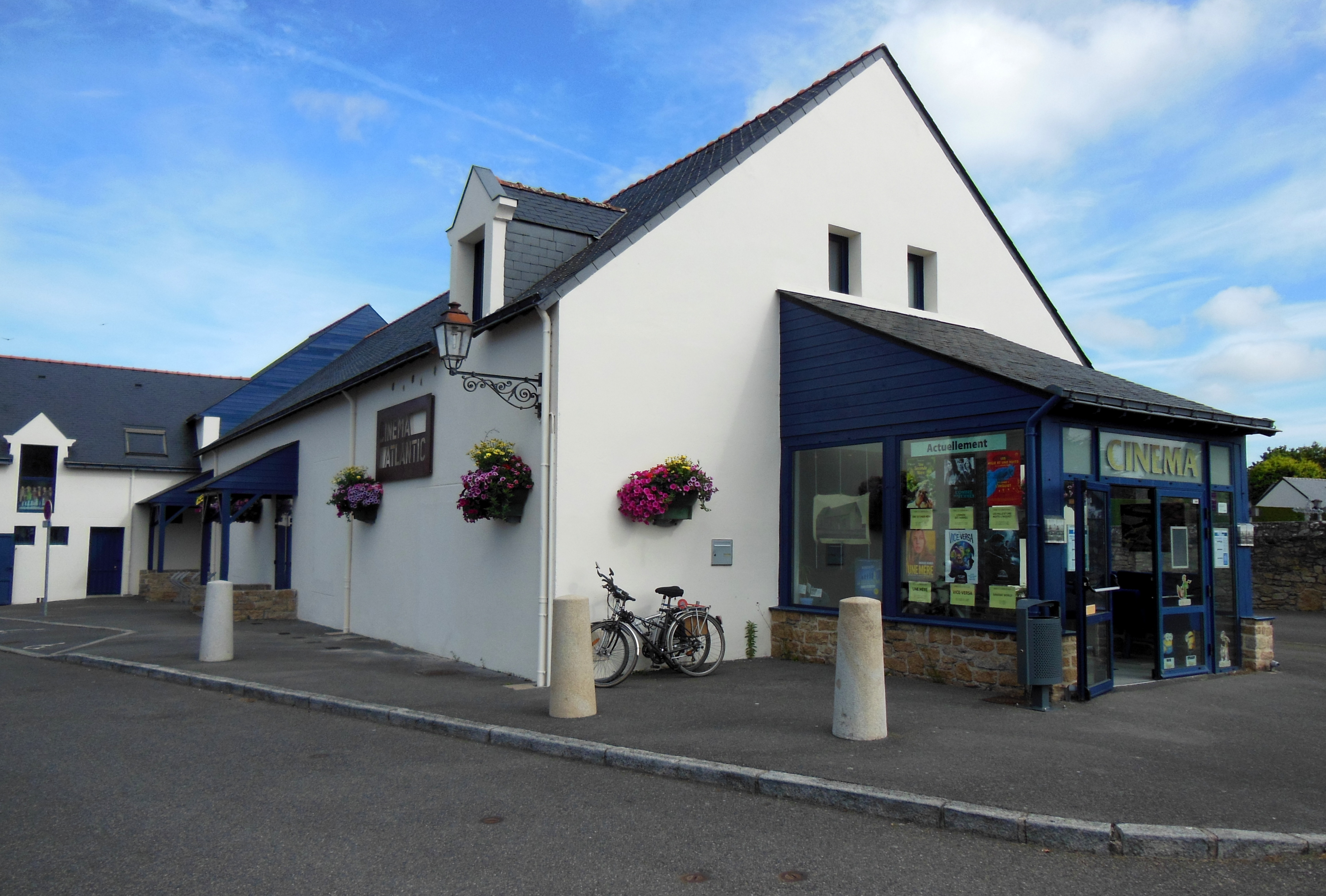
Le cinéma au XXIe siècle.